# Hans Stierlin
Hans Stierlin (Zürich, 1916. december 23. – Schlieren, Zürich kanton, 1998. március 27.) az abszorpciós hűtőgép fejlesztésében számos és jelentős szabadalom tulajdonosa, a svájci SIBIR cég volt tulajdonosa és évtizedekig vezetője.

## Életrajza
1936-ban Báselben fejezte be középiskolai tanulmányait.
1936 és 1940 között gépészmérnöki tanulmányait a zürichi ETH egyetemen végezte.
1941-44 között a neves Escher Wyss AG cégnél dolgozott mint fejlesztőmérnök.
1944-ben alapította a SIBIR hűtőszekrénygyártó céget - Sibir Kühlapparate GmbH – amelynek 1985-ig elsőszámú vezetője volt. A cég gyártóbázisa a svájci Schlierenben volt.
A Lehel Hűtőgépgyár a 60-as évek végén vásárolta meg a SIBIR cégtől a számos gyártmány licencét és a gyártási know-how-t.
A licenc szerződést követően jelentős szerepe volt, hogy Jászberényben Lehel Hűtőgépgyárban megerősödött az abszorpciós hűtőszekrénygyártás. Az 1970-es években sok hűtőgépgyári mérnök töltött egy-egy évet Svájcban, hogy elsajátítsák az ottani gyártási kultúrát, az abszorpciós hűtés technológiájának minden titkát.
Életének 82. évében 1998. március 27-én hunyt el.

## Emlékezete
A Lehel Hűtőgépgyár és jogutód vállalata - a „lehelesek” – a magyarok nagy barátjaként őszinte segítőjeként tisztelik emlékét.

## Díjai, elismerései
- Tiszteletbeli doktora a Svájci Központi Technológia Intézetnek (the Swiss Federal Institute of Technology )